# Johann Lukas Schönlein
Johann Lukas Schönlein ( 30 de noviembre de 1793, Bamberg, Baviera - 23 de enero de 1864, ibíd.) fue un naturalista y profesor de medicina alemán.
Estudió medicina en Landshut, Jena, Gotinga, y Würzburgo. Tras varios años dando clase en Würzburgo y Zúrich, se trasladó a Berlín en 1839, donde impartió clases de terapéutica y patología.
Fue médico personal de Federico Guillermo IV de Prusia.
Schönlein reforma y moderniza de manera fundamental la medicina alemana en introducir los métodos de las "Ciencias Naturales" en el diagnóstico. Así, en 1839 da su nombre definitivo a la tuberculosis, que estaba en un concepto vago multiforme, en una entidad clínica unificada. Fue uno de los primeros profesores de medicina alemanes en impartir las clases en alemán (en lugar de latín, como era costumbre).
Schönlein describió la purpura rheumatica, una púrpura trombopénica no alérgica denominada desde entonces en su honor como púrpura de Schönlein-Henoch.
También descubrió al parásito causante de la tiña (el Achorion schönleinii).
Describió cinco nuevas especies botánicas:
- Crassulaceae Adromischus alstonii (Schönl. & Baker f.) C.A.Sm.[1]
- Portulacaceae Anacampseros recurvata Schönland subsp. buderiana (Poelln.) Gerbaulet[2]
- Portulacaceae Anacampseros recurvata Schönland subsp. minuta Gerbaulet[2]
- Aloaceae Haworthia truncata Schönland var. tenuis (Poelln.) M.B.Bayer[3]
- Aloaceae Haworthia truncata Schönland f. tenuis Poelln.[4]

- La abreviatura «Schönl.» se emplea para indicar a Johann Lukas Schönlein como autoridad en la descripción y clasificación científica de los vegetales.[5]